# Bienen-Ragwurz
Die Bienen-Ragwurz (Ophrys apifera) ist eine spätblühende Art aus der Gattung der Ragwurzen (Ophrys) der Familie der Orchideen (Orchidaceae).
Um auf die besondere Gefährdung dieser Art aufmerksam zu machen, wurde die Bienen-Ragwurz vom Arbeitskreis Heimische Orchideen zur Orchidee des Jahres 1995 gewählt. Sie ist auch Heimlichtuer des Jahres 2025.

## Beschreibung

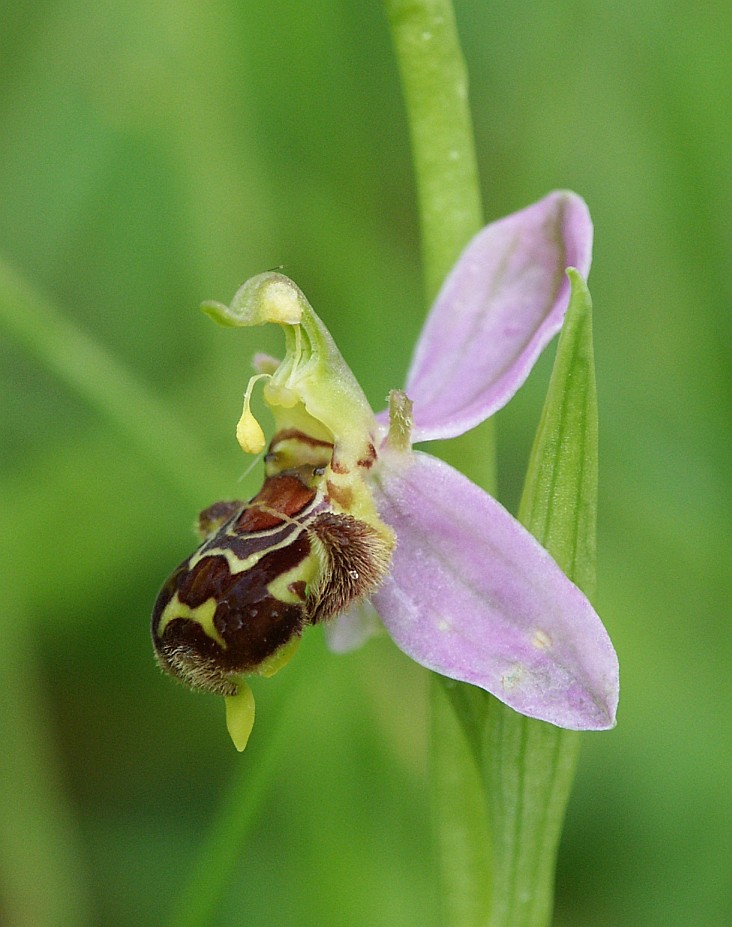
Selbstbestäubung:
eine der beiden Pollinien biegt sich zur Narbe

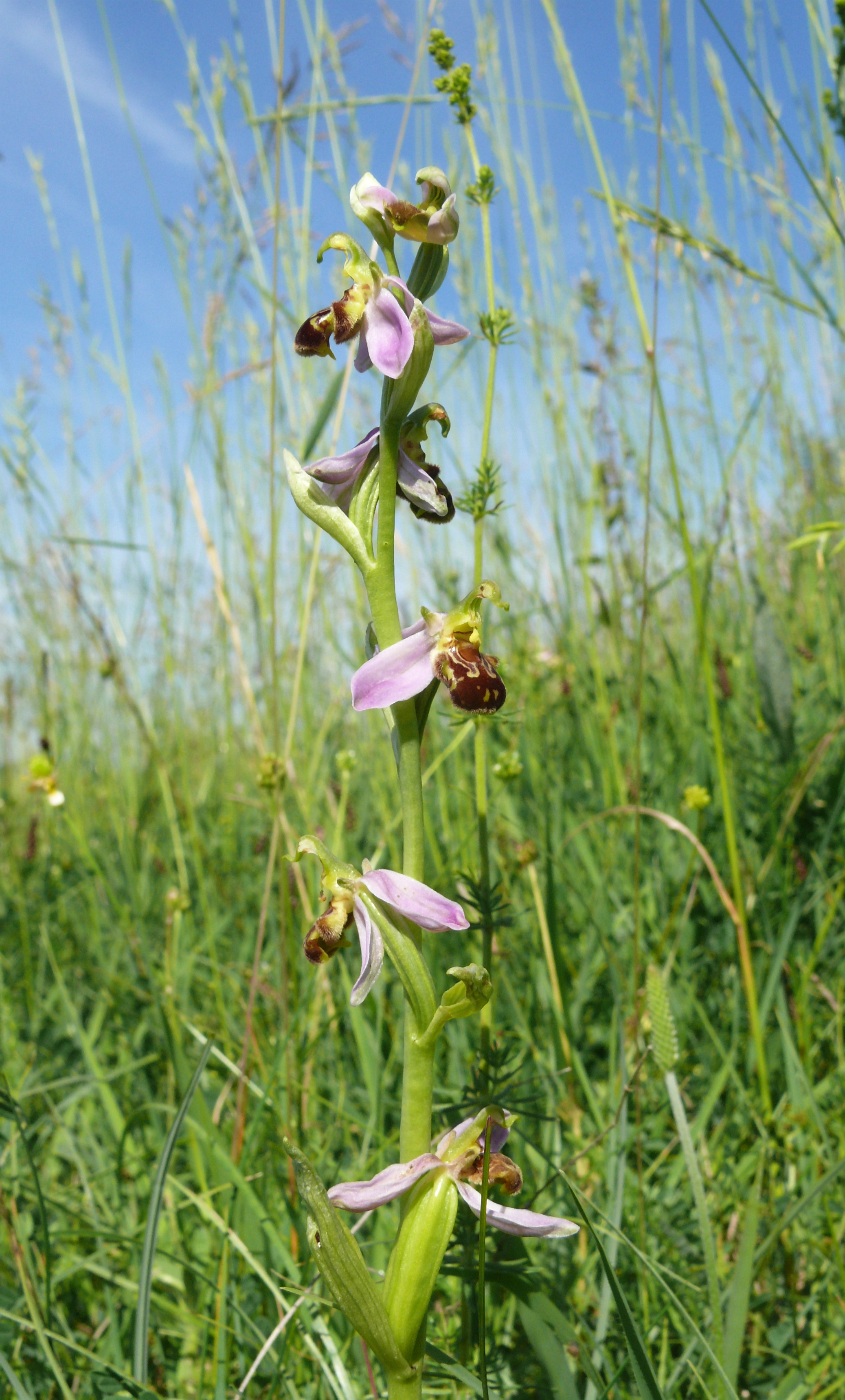
Pflanze in typischer Umgebung des Magerrasens

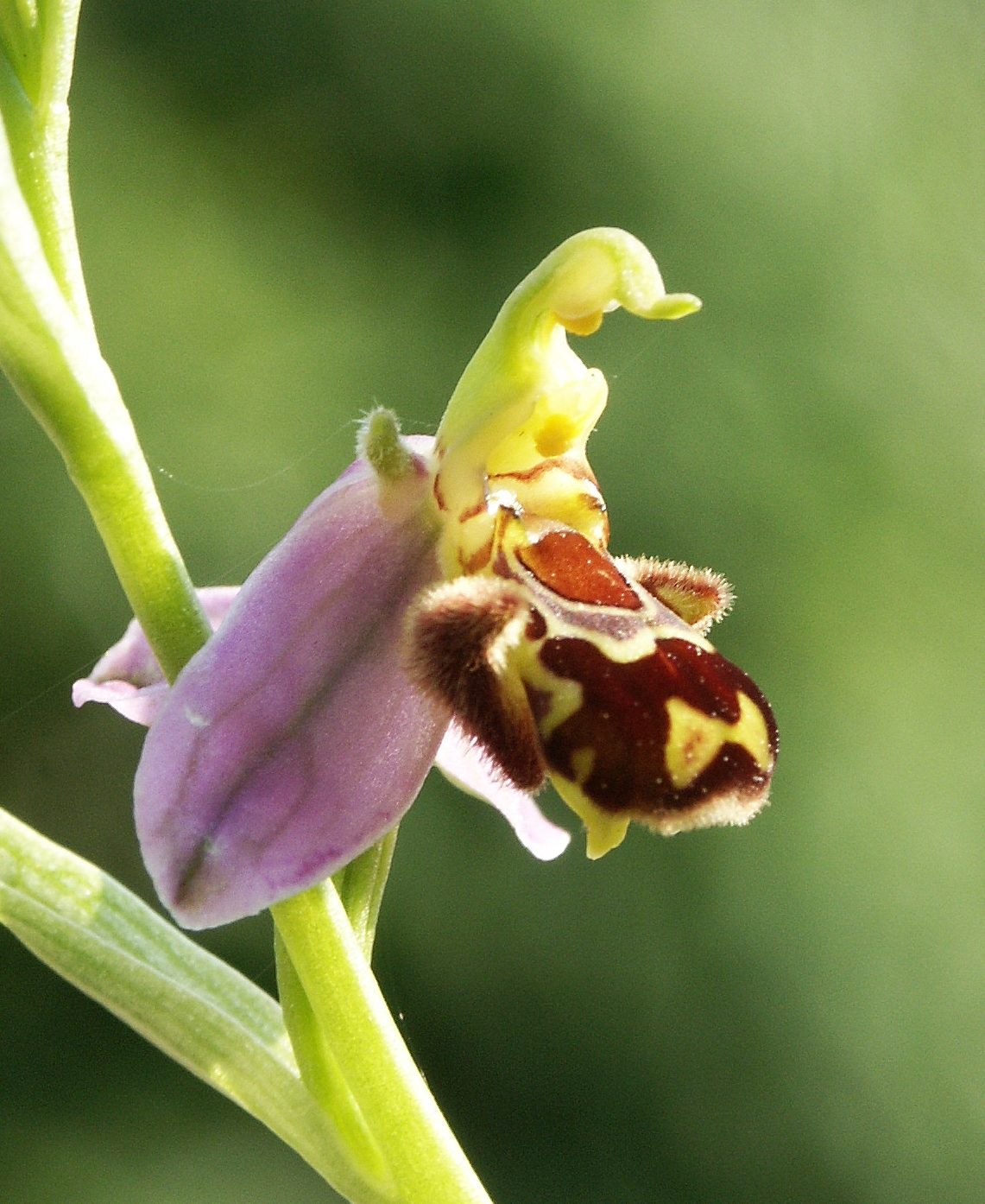
Blüte

Die Bienen-Ragwurz ist ein ausdauernder, krautig wachsender Knollengeophyt, der Wuchshöhen von 20 bis 50 cm erreicht. Zur Blütezeit hat die Pflanze 2 unterirdische, kugelige Knollen und Nebenwurzeln. Aus der jüngeren Tochterknolle entwickeln sich im Herbst ein bis mehrere oberirdische Laubblätter, die überwintern. Zwei bis vier Laubblätter sind in einer Rosette angeordnet und 3 bis 8 Zentimeter lang und 1 bis 2 Zentimeter breit sind. Die Grundfarbe der Blätter ist grün mit silbrigem „Schimmer“. Die Blattrosette treibt bereits im frühen Herbst aus. Weiter oben folgen am Stängel 2 bis 4 scheidige Stängelblätter, deren oberstes 2,5 bis 8 Zentimeter lang ist und den Blütenstand nicht erreicht.
Die Blütenstände sind lockerblütige Ähren mit drei bis zehn Blüten. Die Tragblätter sind hellgrün, krautig, einwärts gerollt; die unteren sind länger als die Blüten, die oberen etwa gleich lang.
Die Kelchblätter sind hell bis kräftig rosa gefärbt und bei vollständig geöffneter Blüte meist weit zurückgeschlagen. Die Kronblätter sind grün bis rosa, oft behaart und 3 bis 8 mm lang. Die Lippe ist ausgebreitet dreilappig und 10 bis 15 mm lang. Die Mittellappen sind dunkelbraun, das Basalfeld ist hellbraun. Das Mal ist gräulichblau mit hellem Rand, umgreift das Basalfeld mehr oder weniger. Das Anhängsel ist sehr groß, von vorn aber in der Regel nicht sichtbar, da sich der Rand des Mittellappens nach hinten umschlägt. Die Seitenlappen besitzen große, behaarte Höcker. Die Früchte sind aufrecht, zylindrisch mit deutlichen Blütenresten, 20 bis 28 Millimeter lang und 6 bis 7 Millimeter dick.
Die Chromosomenzahl beträgt 2n = 36.

## Fortpflanzung
Die Blüten der Bienen-Ragwurz werden nur selten von Insekten fremdbestäubt. In der Regel kommt es zur Selbstbestäubung. Dabei krümmen sich die Pollinienstiele nach unten und bringen so die Pollinien mit der Narbe in Berührung. Dies ist bei den Orchideen sehr selten, denn meist beruht hier die Fortpflanzung auf Fremdbestäubung.

## Vorkommen und Verbreitung
Sie kommt vor in basenreichen Trockenrasen und Magerrasen, auch in lichten Laub- und Nadelwäldern. Sie bevorzugt nicht allzu trockene Standorte. Sie ist eine Charakterart des Verbands Mesobromion, kommt aber auch in Gesellschaften der Verbände Erico-Pinion oder Quercion pubescentis vor.
Sie kommt vor in klimatisch begünstigten Gebieten in Europa, Nordafrika, Vorderasien und Kaukasien. In Europa kommt sie in den meisten Ländern vor und fehlt nur im Norden und Osten. Sie fehlt in Dänemark, Norwegen, Schweden, Finnland, Island, im Baltikum, Belarus, Moldau und im europäischen Russland.
In Deutschland befinden sich die meisten Wuchsorte in Baden-Württemberg, Thüringen, Südniedersachsen und Saarland, darüber hinaus ist die Art selten bis sehr selten. In Österreich ist sie stark gefährdet und kommt in mehreren Bundesländern vor, der Schwerpunkt liegt im Osten und Süden (Wien, Niederösterreich, Burgenland, Steiermark).
Nach Baumann und Künkele hat die Art in den Alpenländern folgende Höhengrenzen: Deutschland 10–910 Meter, Frankreich 1–1475 Meter, Schweiz 260–1180 Meter, Liechtenstein 430–1150 Meter, Österreich 275–780 Meter, Italien 10–1570 Meter, Slowenien 20–550 Meter. In Europa steigt die Art bis 1570 Meter Meereshöhe auf, in Marokko bis 1800 Meter.
Die ökologischen Zeigerwerte nach Landolt et al. 2010 sind in der Schweiz: Feuchtezahl F = 2w+ (mäßig trocken aber stark wechselnd), Lichtzahl L = 3 (halbschattig), Reaktionszahl R = 5 (basisch), Temperaturzahl T = 4+ (warm-kollin), Nährstoffzahl N = 2 (nährstoffarm), Kontinentalitätszahl K = 2 (subozeanisch).

## Sonstiges
Die Anzahl blühender Pflanzen schwankt von Jahr zu Jahr beträchtlich. Je trockener der Winter und Frühling, desto geringer die Anzahl. Im Jahrhundertsommer 2003 war die Zahl sehr gering. Nur an leicht beschatteten oder etwas feuchteren Standorten konnte man mehrere blühende Pflanzen beobachten. Auch wurde die Anzahl der Pflanzen in einigen Regionen stark dezimiert; im Herbst trieben deutlich weniger Blattrosetten aus als im Herbst zuvor.
Die Pflanzen sind mitunter nicht sehr langlebig. Oft blühen sie nur wenige Male und verschwinden dann wieder oder sie benötigen wieder einige Jahre bis zur nächsten Blüte. Grund dafür dürfte die Selbstbestäubung sein. Der Aufwand an Energie für die Samenproduktion schwächt die Pflanzen.
Seit Anfang der 1990er Jahre wird verstärkt die Besiedelung neuer Standorte beobachtet, an denen sie noch nie zuvor gesehen wurde. An geeigneten Standorten kann die Anzahl der Pflanzen in nur wenigen Jahren stark ansteigen. Vom Samen bis zur blühfähigen Pflanze dauert es nur drei bis vier Jahre.

## Taxonomie und Systematik
Die Bienen-Ragwurz wurde 1762 durch William Hudson in Flora Anglica ed. 1, S. 340 als Ophrys apifera erstbeschrieben. Ein Synonym ist Ophrys arachnites Mill.

### Unterarten und Varietäten
Es wurden mehrere Unterarten und Varietäten der Bienen-Ragwurz beschrieben:
- Ophrys apifera subsp. jurana Ruppert (1911)
- Ophrys apifera var. aurita (Moggr.) Gremli (1887) – schmale, aber verlängerte Petalen
- Ophrys apifera var. bicolor E. Nelson (1962) – zweifarbige Lippe
- Ophrys apifera var. botteronii (Chodat) Brand (1905) – ähnlich var. friburgensis
- Ophrys apifera var. flavescens Rosbach (1880) – gelbe Lippe
- Ophrys apifera var. friburgensis Freyhold (1879) – Kronblätter wie Kelchblätter geformt
- Ophrys apifera var. trollii (Hegetschw.) Rchb.f. (1851) – Mal fast nicht vorhanden, Anhängsel der Lippe nach vorn gestreckt
- Ophrys apifera var. basiliensis S.Schwegler & Matthies - Kommt nur in Basel vor. Albino-Variante.[7]

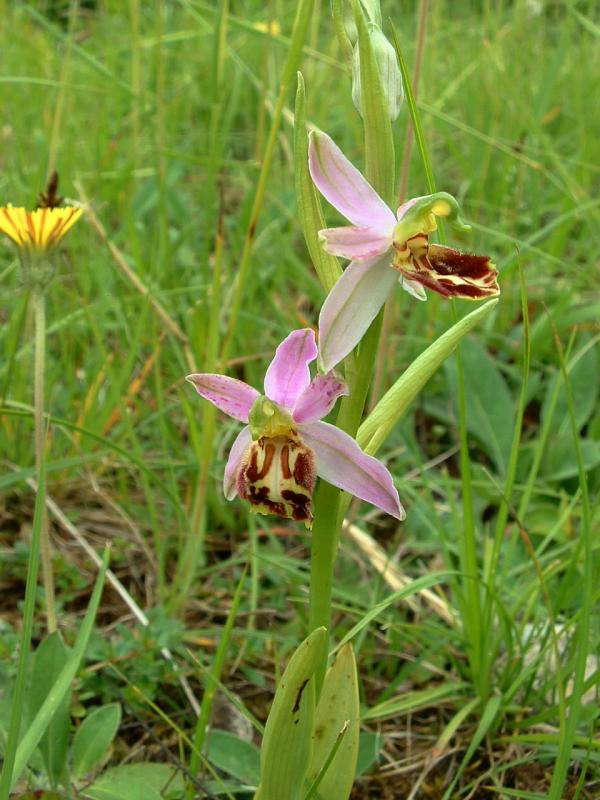
Ophrys apifera subsp. jurana
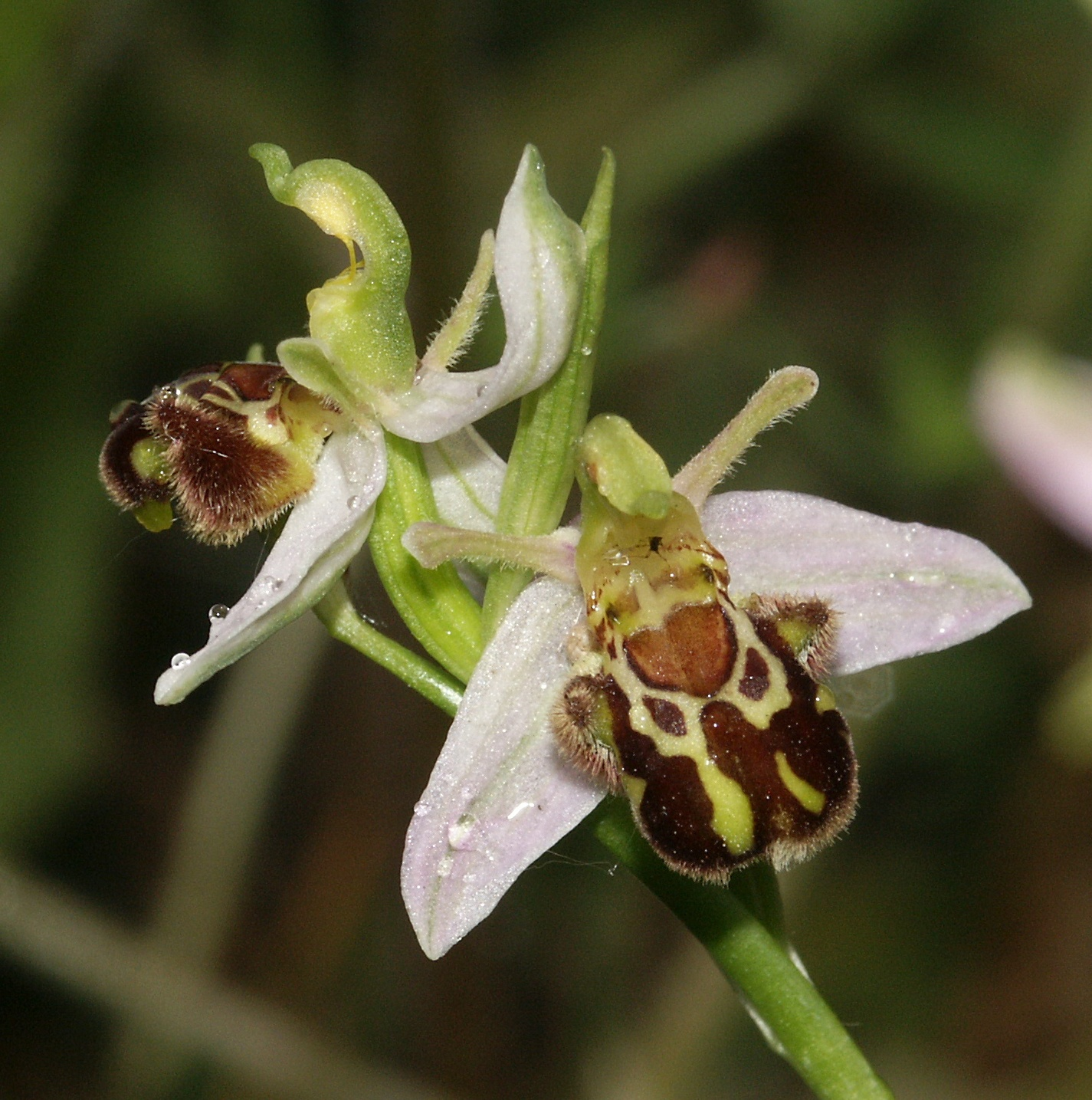
Ophrys apifera var. aurita
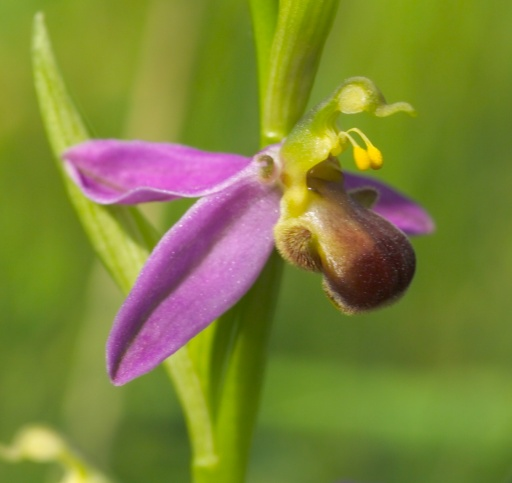
Ophrys apifera var. bicolor
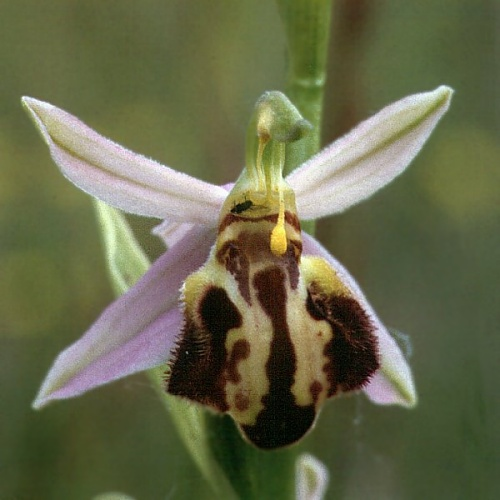
Ophrys apifera var. botteronii
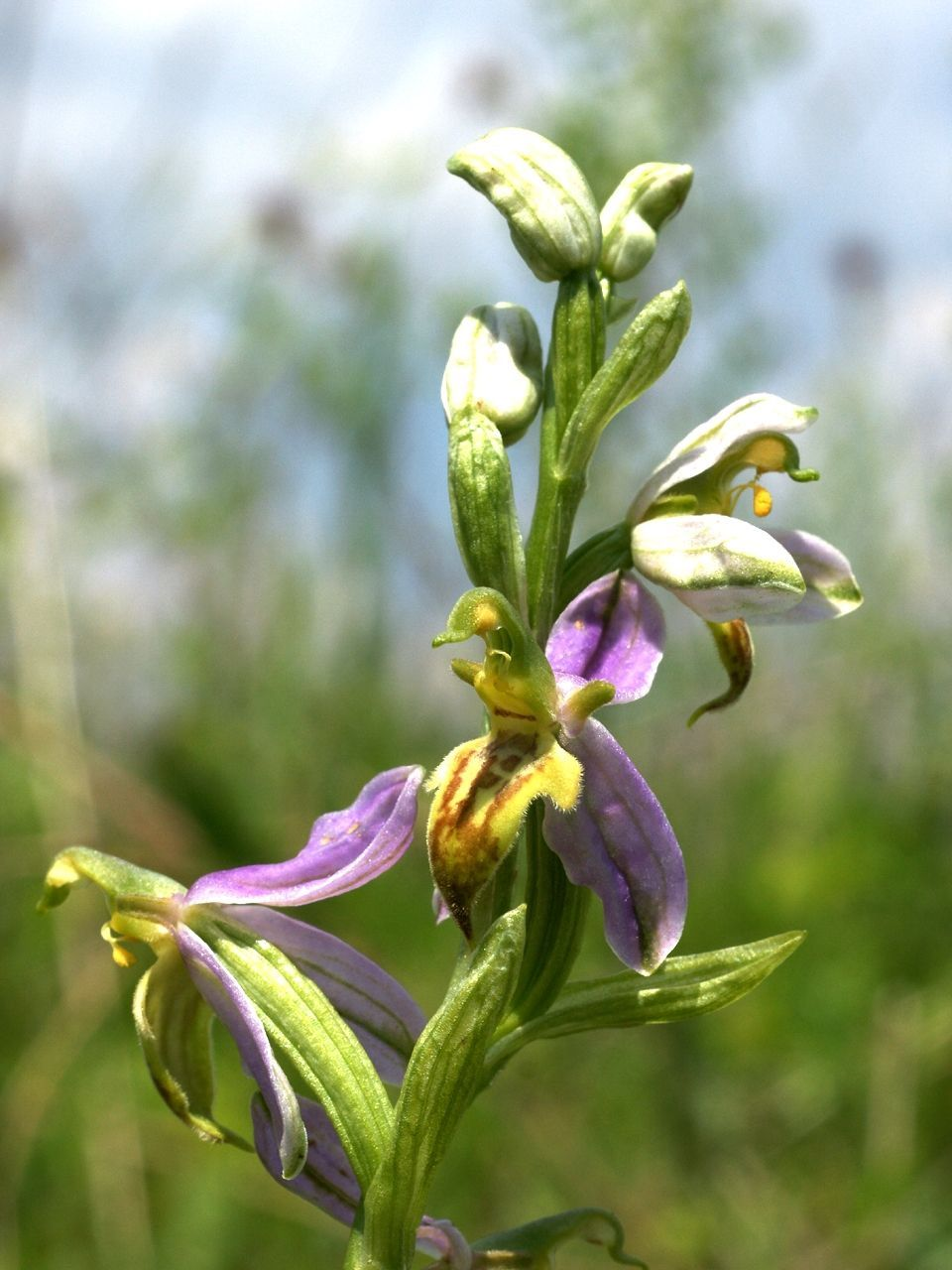
Ophrys apifera var. trollii
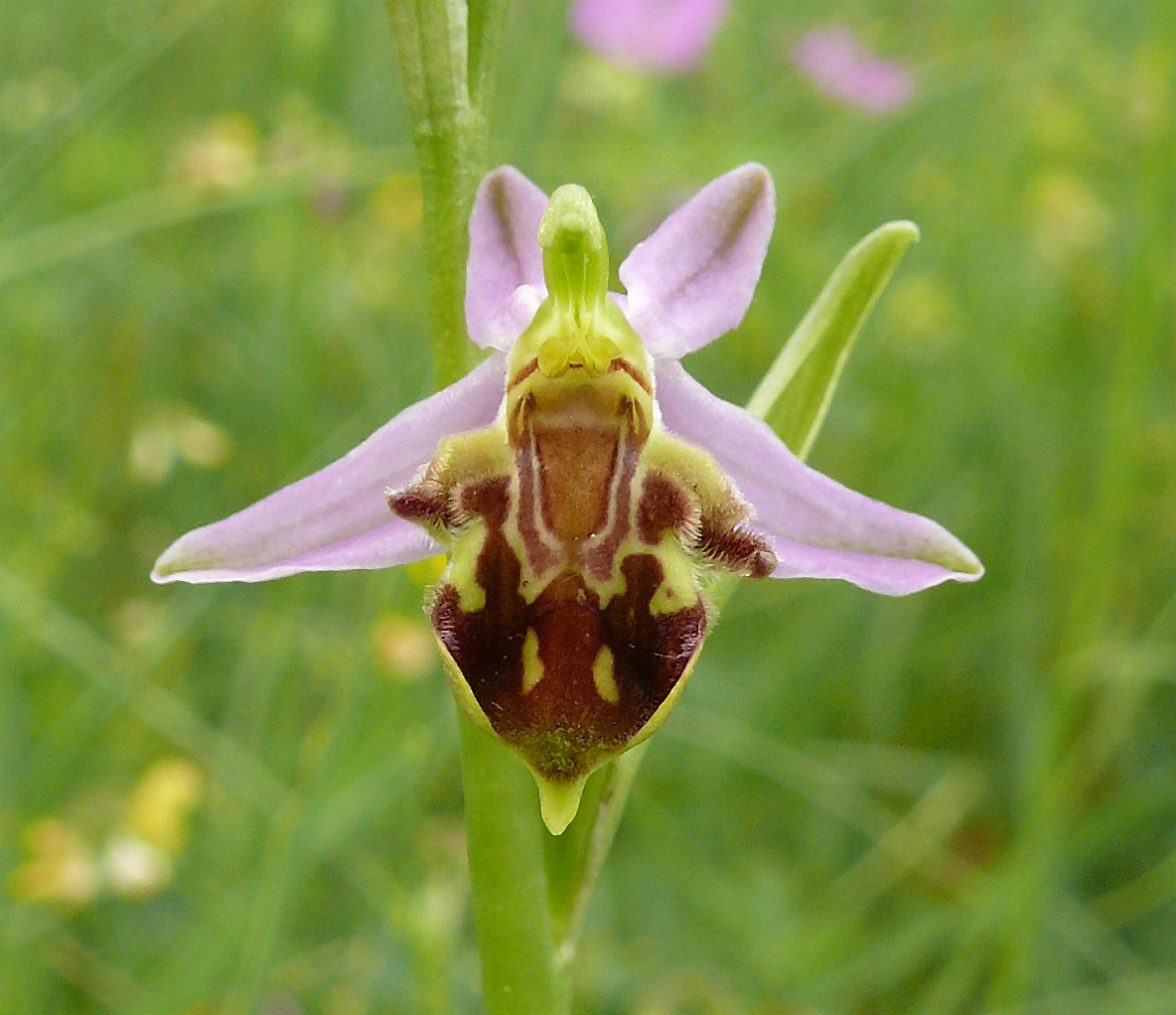
Ophrys apifera var. friburgensis

## Gefährdung und Naturschutz

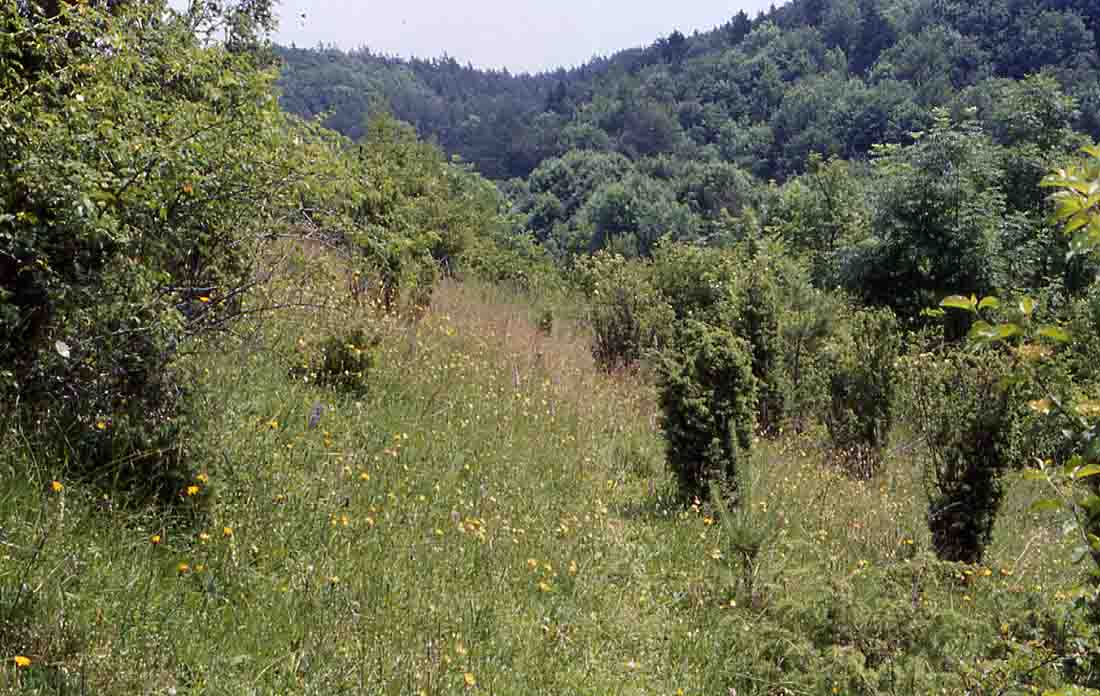
Standort mit Vorkommen der Bienenragwurz (Halbtrockenrasen), Fränkische Schweiz bei Ebermannstadt

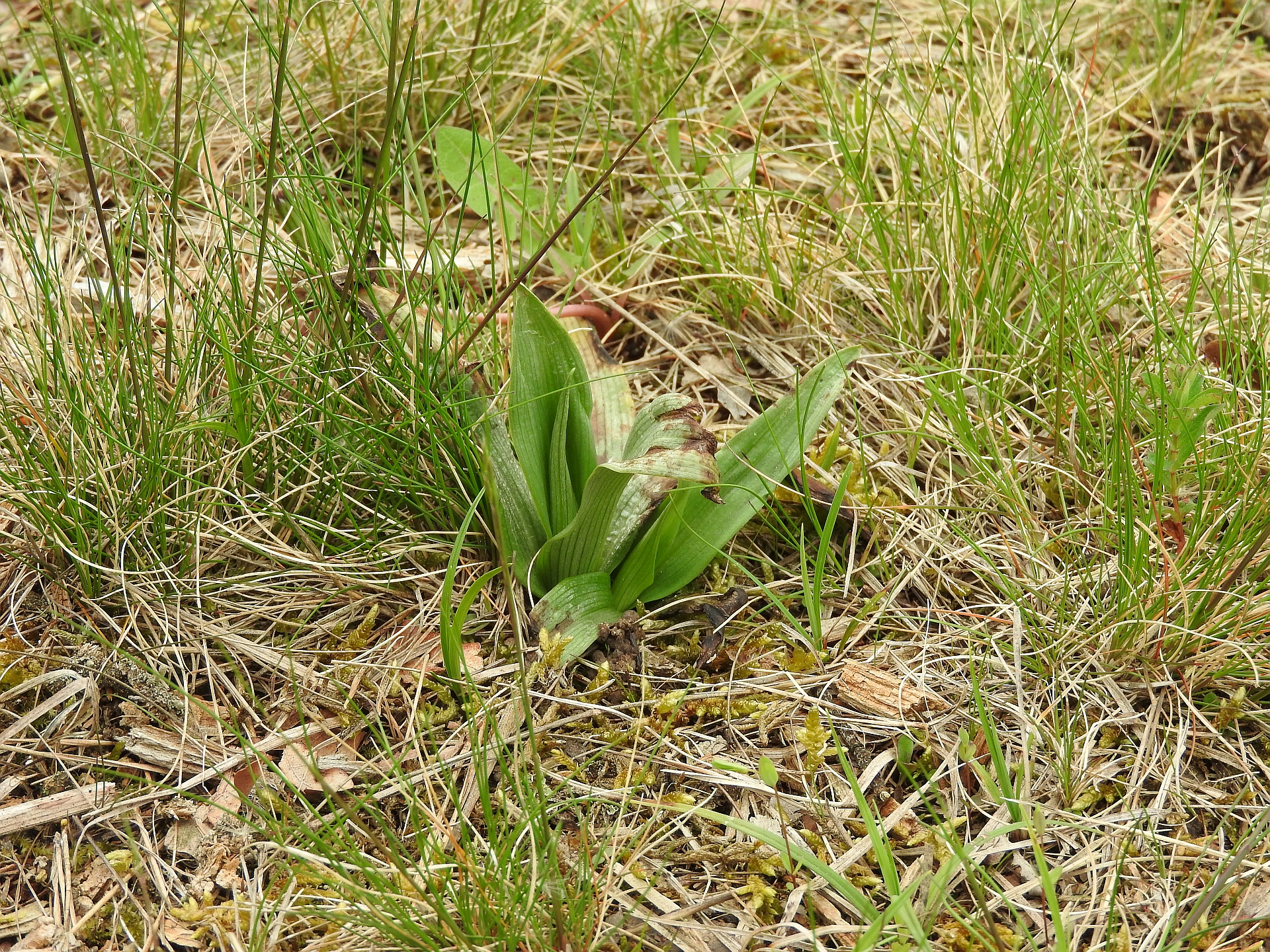
Blattrosette

Durch die späte Blütezeit werden Standorte oft vor der Blüte oder der Samenreife gemäht. Fortschreitende Sukzession nimmt den Pflanzen das Licht und sie verschwinden früher oder später.
Die Bienen-Ragwurz ist in Deutschland durch die BArtSchV besonders geschützt.